# Kristallviolett
Kristallviolett (nach dem botanischen Namen violetter Enzianarten auch Gentianaviolett beziehungsweise Enzianviolett genannt, nach dem Colour Index C.I. Basic Violet 3) ist eine organisch-chemische Verbindung mit der Summenformel C25H30N3Cl. Es gehört zur Gruppe der Triphenylmethanfarbstoffe, die eine wichtige kommerzielle Farbstoffklasse bilden, und war mit einer der ersten synthetischen Farbstoffe. Der Name Enzianviolett bezieht sich auf die Farbe, die den Blütenblättern bestimmter Enzianarten ähnelt. In festem Zustand hat es einen goldgrünen, metallischen Glanz, in Wasser gelöst erscheint es dunkelviolett. Kristallviolett wurde 1883 zum ersten Mal gezielt hergestellt.
Es wird unter anderem in Druckfarben, zur Herstellung von dokumentenechten Stiften, Stempel- und hektografischen Farben sowie zum Färben von Papier verwendet. Als histologisches Färbemittel und in der Gram-Färbung wird es zur Klassifizierung von Bakterien verwendet. In der Tiermedizin wurde Kristallviolett in einer Vielzahl von Anwendungen eingesetzt.
Kristallviolett besitzt klinisch nützliche Merkmale und verschiedene pharmakologische Wirkungen. Es weist antibakterielle, antimykotische und anthelmintische Eigenschaften auf und war lange als topisches Antiseptikum von Bedeutung. Der Farbstoff, der wegen seines geringen Preises, seiner hohen Stabilität und Verträglichkeit häufig in der Medizin eingesetzt wurde, ist durch modernere Arzneimittel weitgehend verdrängt worden.

## Nomenklatur
Der Name Kristallviolett wurde von Alfred Kern gewählt, da andere Methylviolettfarbstoffe nur als amorphe Pulver bekannt waren, während sich Kristallviolett vor allem durch seinen kristallinen Zustand und durch seine einheitliche Zusammensetzung auszeichnete. In der Literatur werden die Namen Kristallviolett, Gentianaviolett, auch Gentian Violett, im englischen Gentian violet, und Methylviolett 10B zum Teil synonym, zum Teil für verschiedene Stoffe oder Mischungen verwendet.
Die Bezeichnung Gentianaviolett wird oft für pharmazeutische Präparate verwendet. Nach dem Europäischen Arzneibuch darf Kristallviolett bis zu 10 % des Pentamethylderivats Basic Violet 1 enthalten, das verfahrensbedingt meist in größeren Mengen in Kristallviolett vorhanden ist. Nach dem Arzneibuch der Vereinigten Staaten von Amerika muss der Gehalt an Kristallviolett mindestens 96 % betragen. Michlers Keton sowie Schwermetallverunreinigungen durch die verwendeten Katalysatoren dürfen nur in geringen Mengen vorhanden sein.

## Geschichte

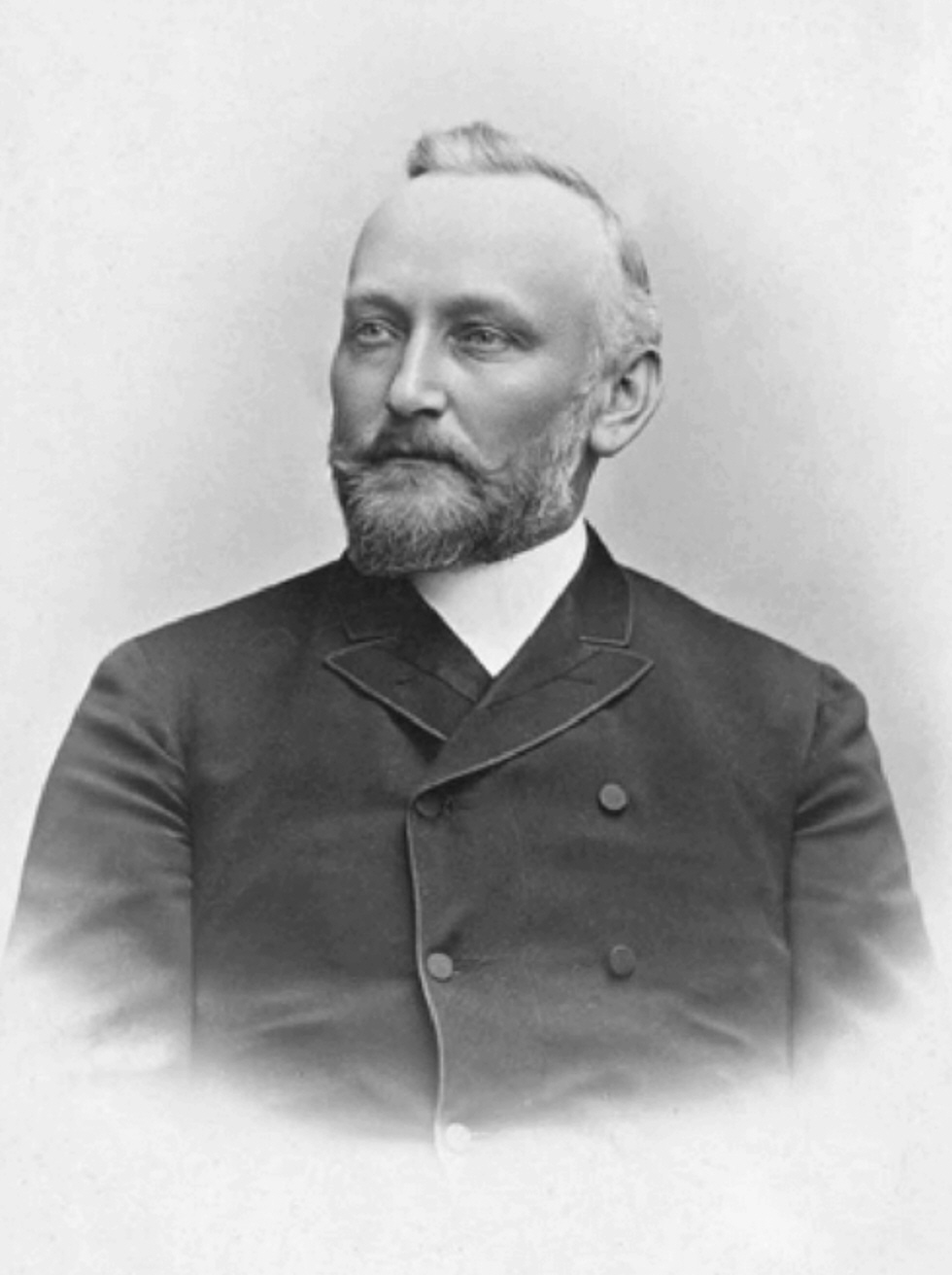
Alfred Kern (um 1890)

Kristallviolett fiel zunächst als einer der Bestandteile von Methylviolett an, einem Farbstoff, der erstmals 1861 von Charles Lauth synthetisiert wurde. Dabei handelte es sich um ein Gemisch aus tetra-, penta- und hexamethylierten Pararosanilinen. Ab 1866 wurde Methylviolett von der Firma Poirrier et Chappat in Saint-Denis hergestellt und unter dem Namen „Violet de Paris“ vermarktet.
Kristallviolett wurde erstmals 1883 in reiner Form von Alfred Kern synthetisiert, der in Basel bei der Firma Bindschedler & Busch arbeitete. Um die schwierige Synthese mit Phosgen zu optimieren, arbeitete Kern mit dem deutschen Chemiker Heinrich Caro bei der BASF zusammen.

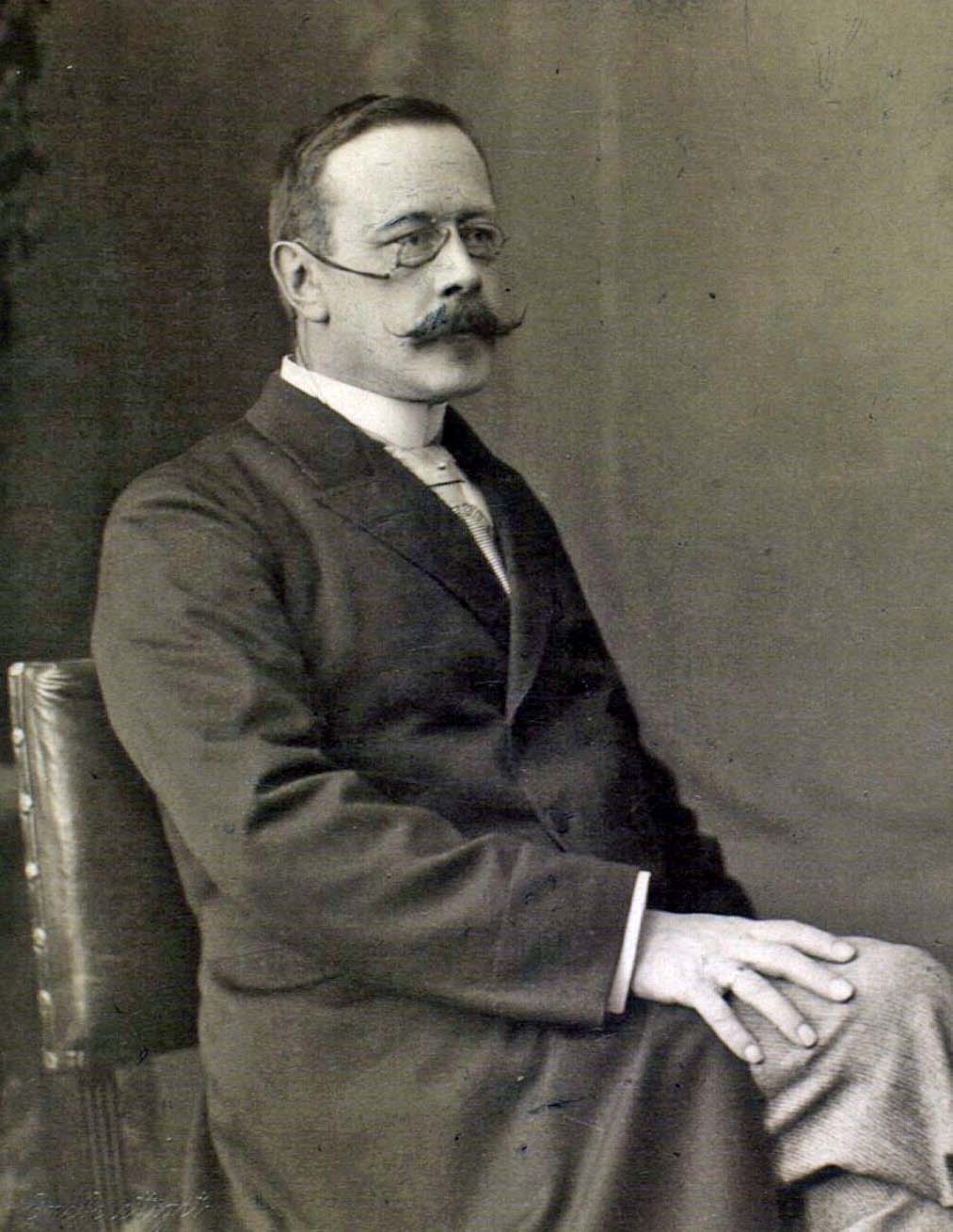
Hans Christian Gram (vor 1900)

Der Name „Enzianviolett“ wurde möglicherweise von dem deutschen Apotheker Georg Grübler eingeführt, der 1880 in Leipzig eine Firma gründete, die sich auf den Vertrieb von Färbereagenzien für die Histologie spezialisierte. Die von Grübler vertriebene Kristallviolettfärbung enthielt wahrscheinlich eine Mischung aus methylierten Pararosanilinfarbstoffen. Die Färbung erwies sich als populär und wurde 1884 von Hans Christian Gram zum Färben von Bakterien verwendet. Er schrieb die Anilin-Kristallviolett-Mischung Paul Ehrlich zu. Die selektive Anfärbung von Mikroorganismen in einem Wirtsorganismus mit verschiedenen Farbstoffen führte Paul Ehrlich zu der Annahme, dass es möglich sein müsste, Mikroorganismen abzutöten, ohne den Wirtsorganismus zu schädigen. Aus den Arbeiten mit Farbstoffen entwickelte Ehrlich die Begriffe „selektive Toxizität“ und „Chemotherapie“. Grüblers Kristallviolett war wahrscheinlich sehr ähnlich, wenn nicht identisch, mit dem Methylviolett von Lauth, das 1875 von Victor André Cornil als Färbemittel verwendet wurde.
Obwohl der Name Enzianviolett weiterhin für histologische Färbungen verwendet wurde, fand er in der Farbstoff- und Textilindustrie keine Verwendung. Die Zusammensetzung des Farbstoffes war nicht definiert und verschiedene Lieferanten verwendeten unterschiedliche Mischungen. 1922 setzte die Biological Stain Commission ein Komitee unter dem Vorsitz von Harold Conn ein, um die Eignung der verschiedenen kommerziellen Produkte zu untersuchen. In seinem Buch „Biological Stains“ beschreibt Conn Kristallviolett als „eine schlecht definierte Mischung violetter Rosaniline“.
Die Entdeckung der antiseptischen Eigenschaften von Kristallviolett wird dem deutschen Augenarzt Jakob Stilling zugeschrieben. Er veröffentlichte 1890 eine Monographie über die bakterizide Wirkung einer Lösung, die er „Pyoktanin“ nannte und bei der es sich wahrscheinlich um eine dem Kristallviolett ähnliche Mischung von Anilinfarbstoffen handelte. Er ging eine Partnerschaft mit E. Merck & Co. ein, um „Pyoktanin caeruleum“ als Antiseptikum zu vermarkten.
Carl Benda wies 1898 durch Färbung mit Kristallviolett Hunderte von Körnchen im Cytoplasma eukaryotischer Zellen nach und nannte sie Mitochondrien, von griechisch mitos, Faden, und khondrion, Körnchen. Im Jahr 1902 stellten Wilhelm von Drigalski und Heinrich Conradi fest, dass Kristallviolett zwar das Wachstum vieler Bakterien hemmt, jedoch nur eine geringe Wirkung auf Bacillus coli (Escherichia coli) und Bacillus typhi (Salmonella typhi), beides gramnegative Bakterien, hat. Eine sehr viel detailliertere Studie über die Wirkung von Grüblers Kristallviolett auf verschiedene Bakterienstämme wurde 1912 von John Churchman veröffentlicht. Er stellte fest, dass die meisten grampositiven (angefärbten) Bakterien empfindlich auf den Farbstoff reagierten, während die meisten gramnegativen (nicht angefärbten) Bakterien unempfindlich waren, und beobachtete, dass der Farbstoff eher bakteriostatisch als bakterizid wirkt.
In der ersten Hälfte des 20. Jahrhunderts wurde Kristallviolett zur Behandlung einer Vielzahl von Krankheiten eingesetzt, nach der Entdeckung und großtechnischen Herstellung von Sulfonamiden und Penicillin in den 1940er Jahren jedoch kaum noch verwendet. Die Forschung konzentrierte sich stattdessen auf die Entwicklung neuer Klassen von Antibiotika. Mit dem Auftreten von Antibiotikaresistenzen gewann jedoch die Anwendung von Kristallviolett in der Dermatologie und zur Bekämpfung von Sepsis wieder an Bedeutung.

## Gewinnung und Darstellung
Ein ökonomisches Verfahren zur Herstellung von Kristallviolett beruht auf der 1883 von Kern und Caro patentierten Umsetzung von N,N-Dimethylanilin (1) mit Phosgen (2) in einem Eintopfverfahren. In Gegenwart von Zinkchlorid wird primär Michlers Keton (4,4′-Bis-dimethylamino-benzophenon) (3) gebildet, das ohne Zwischenisolierung mit Phosgen zur Zwischenstufe 4 umgesetzt wird, die mit N,N-Dimethylanilin zum Kristallviolett (5) reagiert.
Alternativ kann Michlers Keton (1) mit N,N-Dimethylanilin (2) in Gegenwart von Phosphorylchlorid kondensiert werden. Dabei findet eine elektrophile Substitution am N,N-Dimethylanilin in para-Stellung durch den Kohlenstoff der Carbonylgruppe von Michlers Keton statt. Phosphorylchlorid dient als Elektronenpaarakzeptor für den Sauerstoff der Carbonylgruppe des Ketons. Das Kohlenstoffatom ist dadurch positiv geladen und damit in der Lage, den Aromaten elektrophil anzugreifen. Aus der entstehenden Carbinolbase (3) wird anschließend Wasser eliminiert.
Auch die ursprünglich von Kern entwickelte Verfahrensvariante geht von Michlers Keton (1) aus. Dabei entsteht zunächst durch die Reduktion mit Zinkstaub oder Natriumborhydrid das sogenannte Michlers Hydrol, Bis[4-(dimethylamino)phenyl]methanol (2). Durch Kondensation des Hydrols mit N,N-Dimethylanilin (3) entsteht die Leukobase (4). Durch Oxidation der Leukobase in Gegenwart von Salzsäure entsteht Kristallviolett (5).
Die Leukobase kann auch durch die Umsetzung von Dimethylaminobenzaldehyd mit zwei Moläquivalenten N,N-Dimethylanilin erhalten werden.
Eine weitere Darstellung in einem Eintopfverfahren erfolgt durch Umsetzung von N,N-Dimethylanilin (1) mit Formaldehyd (2). Formaldehyd wird in situ aus Paraformaldehyd erzeugt und es entsteht zunächst Michlers Base (3), die oxidativ durch Luftsauerstoff und Chloranil (6) in Gegenwart des Eisenkomplexes des Dihydrodibenzotetraaza[14]annulens (5) als Katalysator mit N,N-Dimethylanilin zu Kristallviolett (4) umgesetzt wird.
Kristallviolett wird in Indien, China und in gewissem Umfang in den USA hergestellt. Die Produktionsmengen in China und Indien sind nicht bekannt, in den USA wurden in den Jahren 1986 und 1990 Produktionsmengen zwischen 227 und 454 Tonnen angegeben. Kristallviolett wird in der Europäischen Union nicht hergestellt, jedoch importierte die EU im Jahr 2012 zwischen 210 und 230 Tonnen Kristallviolett.

## Eigenschaften

### Physikalische Eigenschaften

Kristallviolett als Feststoff und in wässriger Lösung
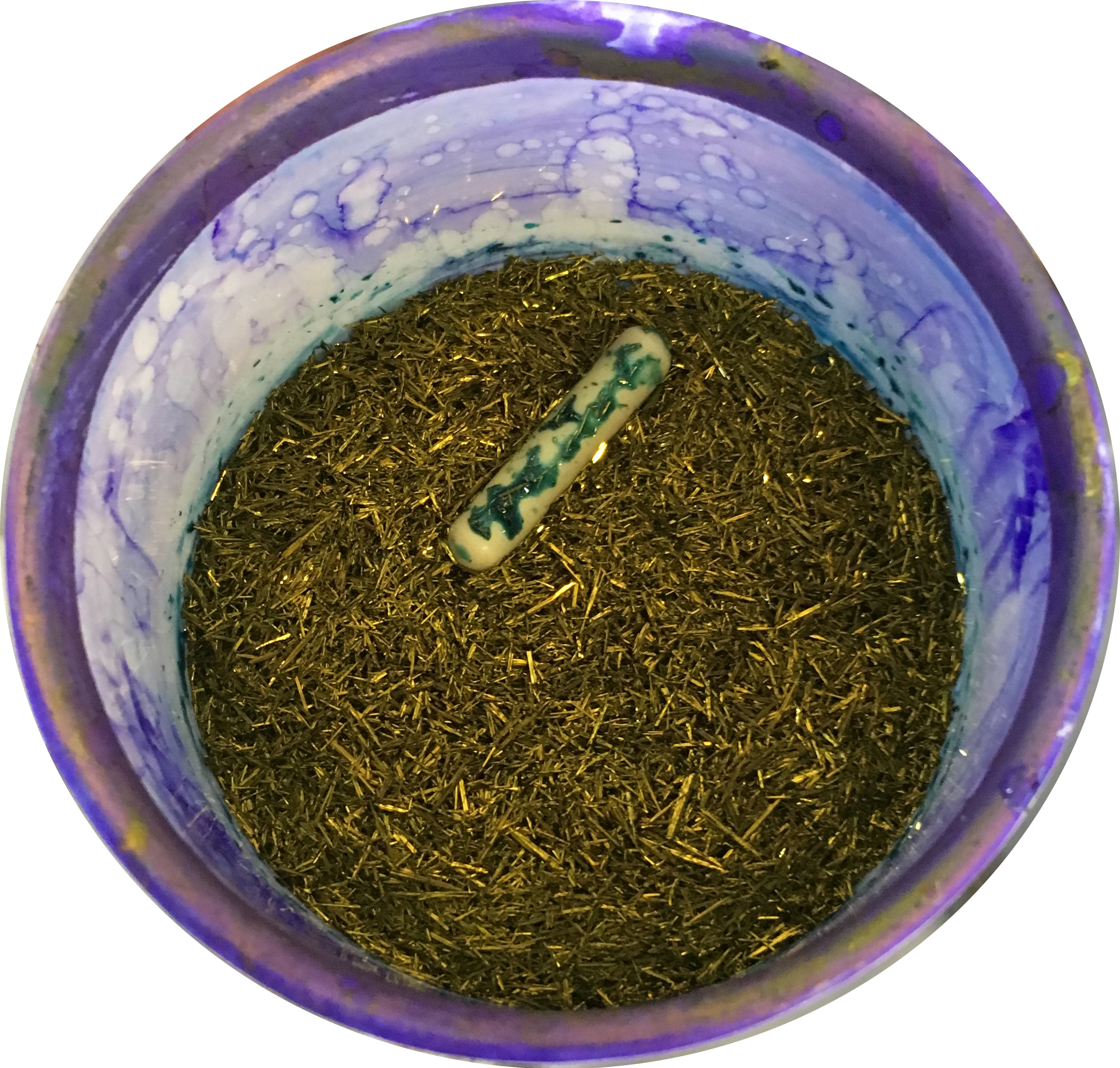
Kristallviolett-Nadeln mit gold-grünlichem, metallischem Glanz
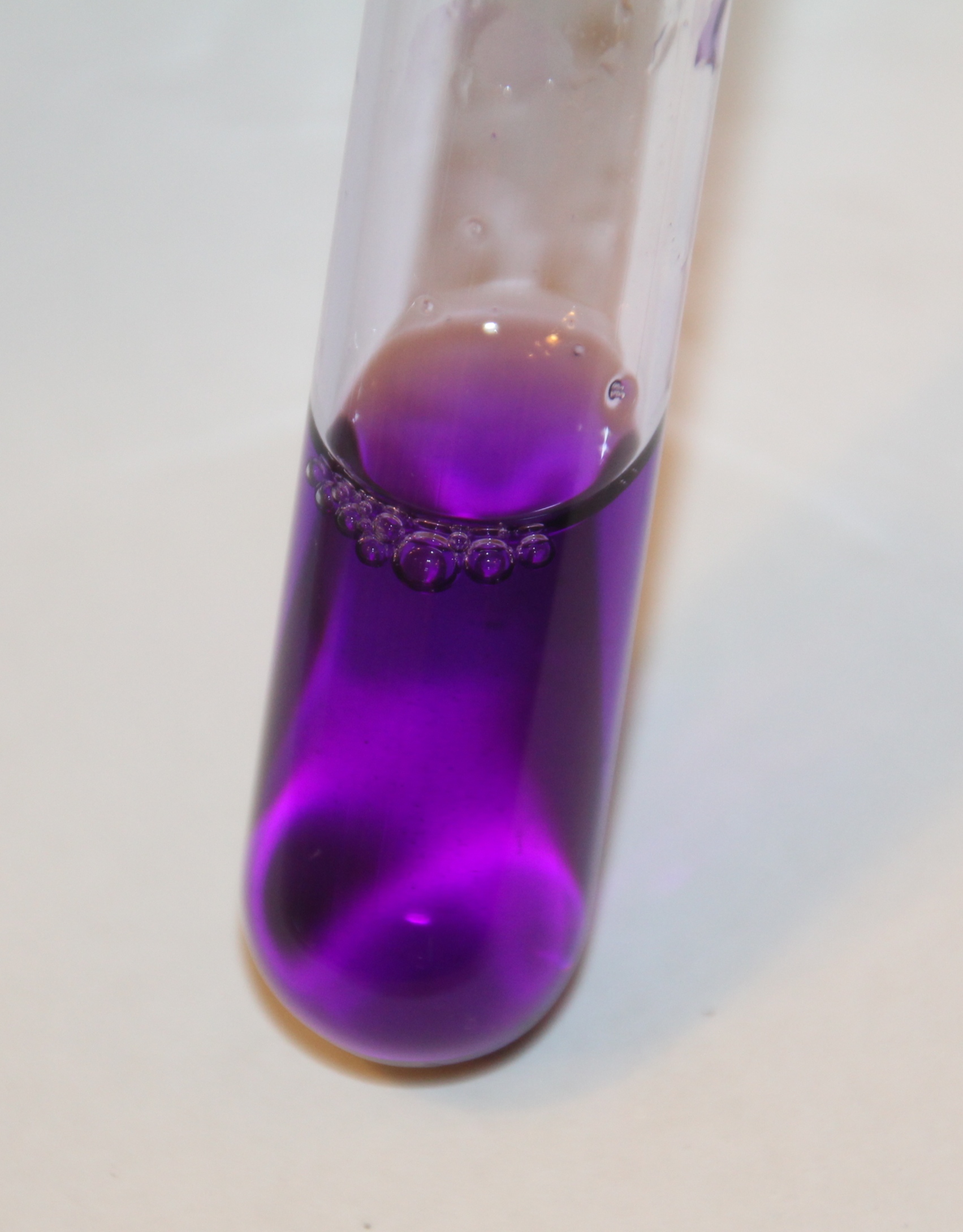
Wässrige Lösung von Kristallviolett

Kristallviolett liegt meist in Form feiner, metallisch-gold glänzender Nadeln vor. Mit neun Molekülen Kristallwasser bilden sich bronzefarbene Kristalle, die wasserfreie Modifikation besteht aus mehrfarbig schillernden Kristallen. Es löst sich in Wasser und anderen polaren Lösungsmitteln mit intensiv violetter Farbe mit einem Absorptionsmaximum bei 590 Nanometern. Die absorbierte Spektralfarbe ist Gelb-Grün, die Komplementärfarbe dazu Violett. Das grundlegende Chromophor des Kristallvioletts ist das Triphenylmethyl-Kation, die drei Dimethylaminogruppen sind die Auxochrome. Das Absorptionsspektrum zeigt neben den Absorptionsmaxima eine Schulterbande. Diese Besonderheit des Absorptionsspektrums wird durch die Existenz zweier in wässriger Lösung im Gleichgewicht vorliegenden Grundzustandsisomere erklärt, die planare und die pyramidale Form.
Aus der Kristallstrukturanalyse geht hervor, dass Kristallviolett im festen Zustand eine propellerartige Struktur aufweist, bei der die aromatischen Ringe um 32 ° gegenüber der zentralen horizontalen Ebene gedreht sind.
Das Kristallviolettkation wird als Resonanzhybrid betrachtet, bei dem die positive Ladung auf die drei Stickstoffatome sowie das zentrale Kohlenstoffatom delokalisiert ist. Der Einfachheit halber wird meist nur eine Grenzstruktur angegeben. Als Molekülsymmetrie besitzt das Kristallviolettmolekül die Punktgruppe D3.

### Chemische Eigenschaften
Bei Zugabe von starken Säuren zur wässrigen Lösung durchläuft Kristallviolett eine Reihe von Farbumwandlungen. Dieses halochrome Verhalten erlaubt seinen Einsatz als pH-Indikator bei der wasserfreien Gehaltsbestimmung von schwachen Basen. Wird eine Lösung von Kristallviolett leicht angesäuert, erfolgt ein Farbumschlag von Violett nach Grün, weil das Auxochrom des dritten Kernes, die Diemthylaminogruppe, seine elektronenliefernde Fähigkeit und damit seine Farbrelevanz durch Addition eines Protons verliert. Ein stärkeres Ansäuern führt zu einer gelben Verbindung, bei der ein weiteres Auxochrom durch Protonierung deaktiviert wird. Die quaternisierten Stickstoffatome sind nicht mehr mesomeriefähig und verlieren somit ihren bathochromen Effekt. In der gelben Form tragen alle drei Stickstoffatome eine positive Ladung, von denen zwei protoniert sind, während die grüne Farbe einer Form des Farbstoffs entspricht, in der zwei der Stickstoffatome positiv geladen sind. Bei neutralem pH-Wert gehen die beiden zusätzlichen Protonen an die Lösung verloren, so dass nur noch eines der Stickstoffatome positiv geladen ist. Die pKa für den Verlust der beiden Protonen betragen etwa 1,15 und 1,8.
Bei Zugabe von Natronlauge zu einer stark verdünnten Kristallviolettlösung entfärbt sich die Lösung langsam. Hierbei lagert sich ein Hydroxidion an das in einer mesomeren Grenzform im Zentrum des Moleküls gebildete Carbeniumion an. Zunächst reagiert die Flüssigkeit stark alkalisch und leitet den elektrischen Strom. Sie entfärbt sich und das nahezu unlösliche Kristallviolettcarbinol scheidet sich ab. Schließlich reagiert die Lösung nicht mehr alkalisch, während gleichzeitig ihre elektrische Leitfähigkeit abnimmt. Dieses Verhalten entspricht dem von Säuren, die in Pseudosäuren übergehen. Kristallviolettcarbinol wird daher als Pseudobase bezeichnet. Diese Reaktion lässt sich reaktionskinetisch mit einem Photometer untersuchen. Wenn die Konzentration des Kristallvioletts viel kleiner ist als die Konzentration der Natronlauge läuft die Reaktion pseudo-erster Ordnung ab.
Mit einer Iod-Kaliumiodid-Lösung bildet Kristallviolett einen Iod-Kaliumiodid-Farbstoff-Charge-Transfer-Komplex, der bei der Färbemethode von Bakterien nach Gram Verwendung findet. Durch die Umsetzung von Natriumtetraphenylborat mit Kristallviolett in Methanol bei Raumtemperatur entsteht unter Salzmetathese Kristallvioletttetraphenylborat, eine kristalline, grün-violette Substanz mit einem Schmelzbereich von 196 bis 198 °C. Durch die Fällung von Kristallviolett mit Molybdatophosphorsäure wird das Druckfarbenpigment C.I. Pigment Violet 39 erhalten. Durch Ethylierung von Kristallviolett mit Bromethan erhält man Ethylgrün. Die Reduktion von Kristallviolett mit Zinkstaub in Pyridin führt zu einer gelb-roten Lösung des Kristallviolettradikals, das an Luft sofort wieder zu Kristallviolett oxidiert wird.

## Verwendung

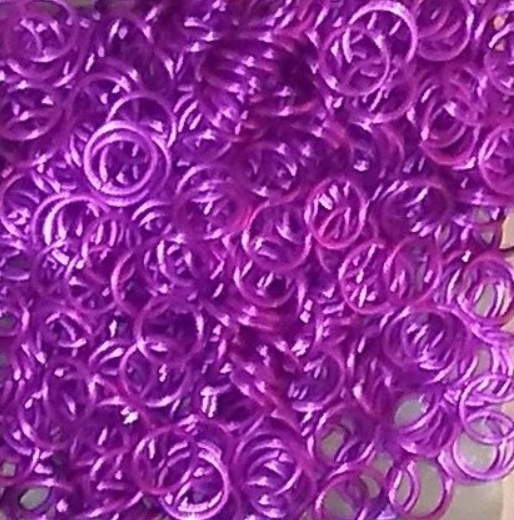
Eloxierte Aluminiumringe, violett eingefärbt

Im Jahr 2001 entfiel die weltweite Nachfrage nach Triphenylmethanfarbstoffen wie Kristallviolett 55 % bis 60 % auf Druckfarben, etwa 20 % auf Beschichtungen, etwa 15 % auf Kunststoffe und der Rest auf Bereiche wie Textilien. Kristallviolett wurde zeitweise zum Färben von Wolle und als Purpurfarbstoff für Textilien wie Baumwolle, Seide und Nylon und mit Polyacrylnitril modifiziertes Nylon verwendet. Aufgrund seiner schlechten Echtheitseigenschaften, der leichten Auswaschbarkeit, der geringen UV-Beständigkeit und seiner Toxizität ist es nur bedingt zum Färben von Textilien geeignet.
Kristallviolett gehört zur Gruppe der funktionellen Farbstoffe, deren spezifische Anwendungen nicht auf ihren ästhetischen Farbeigenschaften beruhen. Es wird als Farbstoff in Farbbändern, Lacken, Druckfarben und in Kopierstiften sowie zum Färben von Kunststoffen, Fetten, Ölen und Wachsen verwendet. Kristallviolett eignet sich zur elektrolytischen Einfärbung von anodisierten Oberflächen aus eloxiertem Aluminium oder Aluminiumlegierungen. Aufgrund seiner positiven Ladung lagert sich das Kristallviolettkation dabei während der negativen Halbwelle des Wechselstroms in den Porenöffnungen der Oberflächenoxidschicht ab.
In Tierlaboratorien werden Versuchstiere zum Teil mit Kristallviolett markiert, um einzelne Versuchstiere zu identifizieren und gegebenenfalls in Gruppen zusammenzufassen. Die Fellfärbung bleibt mehrere Wochen erhalten. Farbloses Kristallviolettcarbinol setzt bei Bestrahlung mit ionisierender und Ultraviolettstrahlung das farbige Kristallviolettkation frei. Es kann daher in Filmen zur Messung der Strahlendosis verwendet werden, da die optische Dichte des bestrahlten Films proportional zur absorbierten Strahlung ist.

### Matrizendruck

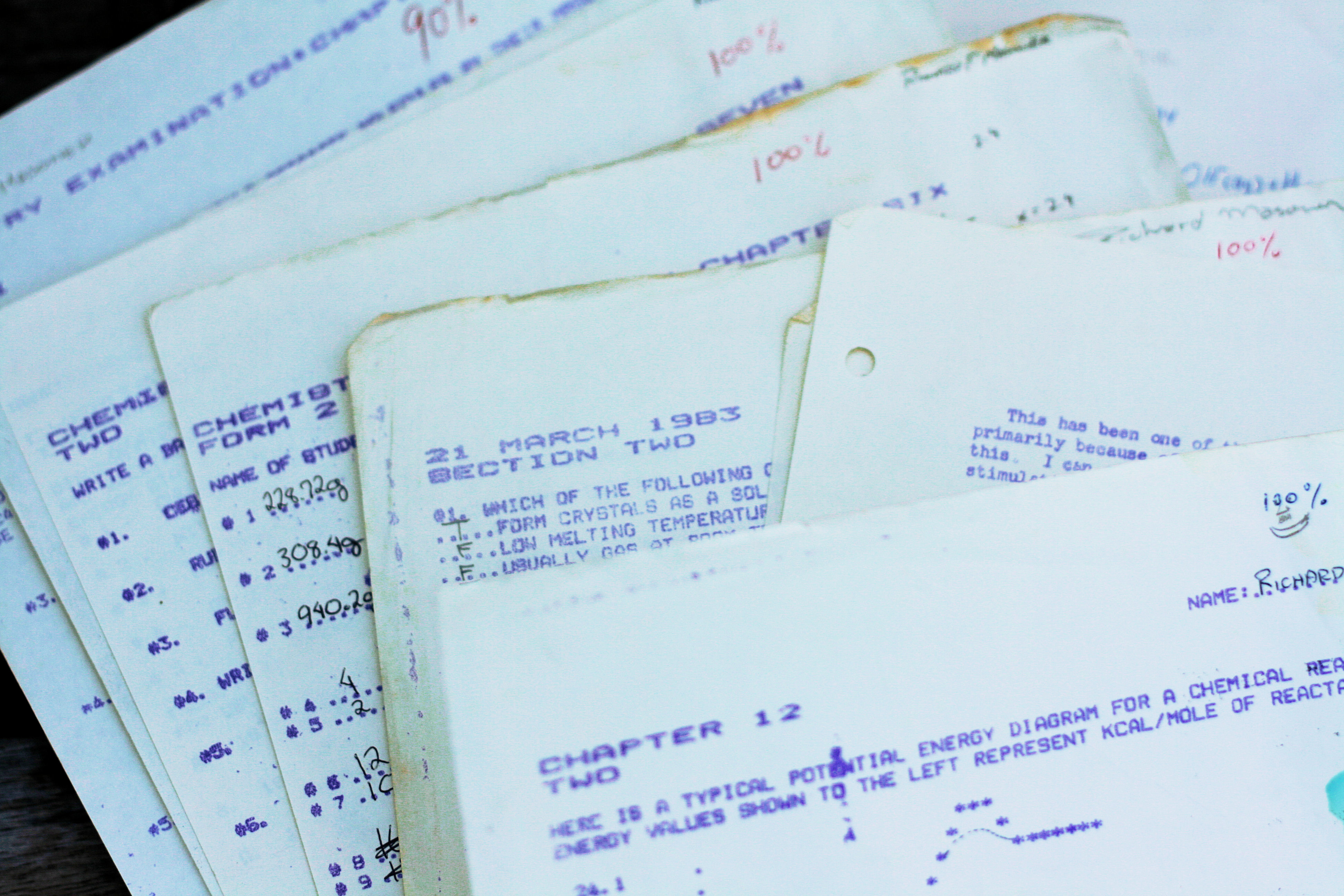
Mit einem Matrizendrucker hergestellte Abzüge mit dem typisch blau-violetten Farbton der Schrift

Aufgrund seiner hohen Farbstärke eignete sich Kristallviolett für den Einsatz im Matrizendruck oder Ormigverfahren, einem bis zum Aufkommen von Fotokopierern verbreiteten Vervielfältigungsverfahren für Dokumente. Dazu wurde Kristallviolett in einem Wachs auf die Rückseite eines Schreibmaschinen-Kopierblattes, der sogenannten Matrize, aufgetragen. Die beschriftete Matrize wurde auf eine Trommel gespannt und das leicht mit Alkohol befeuchtete zu bedruckende Papier löste daraus winzige Farbwachspartikel ab und nahm diese auf. Mit dem alkoholbenetzten Papier konnten mehr als 200 gute Kopien der Vorlage hergestellt werden.

### Spurensicherung
Mit einem Spurensicherungspulver, zum Beispiel auf der Basis von Zinkcarbonat/Zinkhydroxid-Monohydrat oder Molybdänsulfid und Kristallviolett, können Fingerabdrücke auf nicht-porösen Gegenständen selbst nach dem Eintauchen in Wasser nachgewiesen werden. Die Anwendung erfolgt als Mischung aus Ethanol, Wasser, Phenol und Kristallviolett. Beim Cyanacrylat-Verfahren, bei dem farblose Cyanacrylatdämpfe auf einem in den Dampfraum eingebrachten Gegenstand mit der Restfeuchte einer daktyloskopischen Spur polymerisieren, wird das entstehende Polymer zur Kontrastverstärkung mit Kristallviolett eingefärbt. Die Spurensicherung erfolgt fotografisch.

### Nährmedien

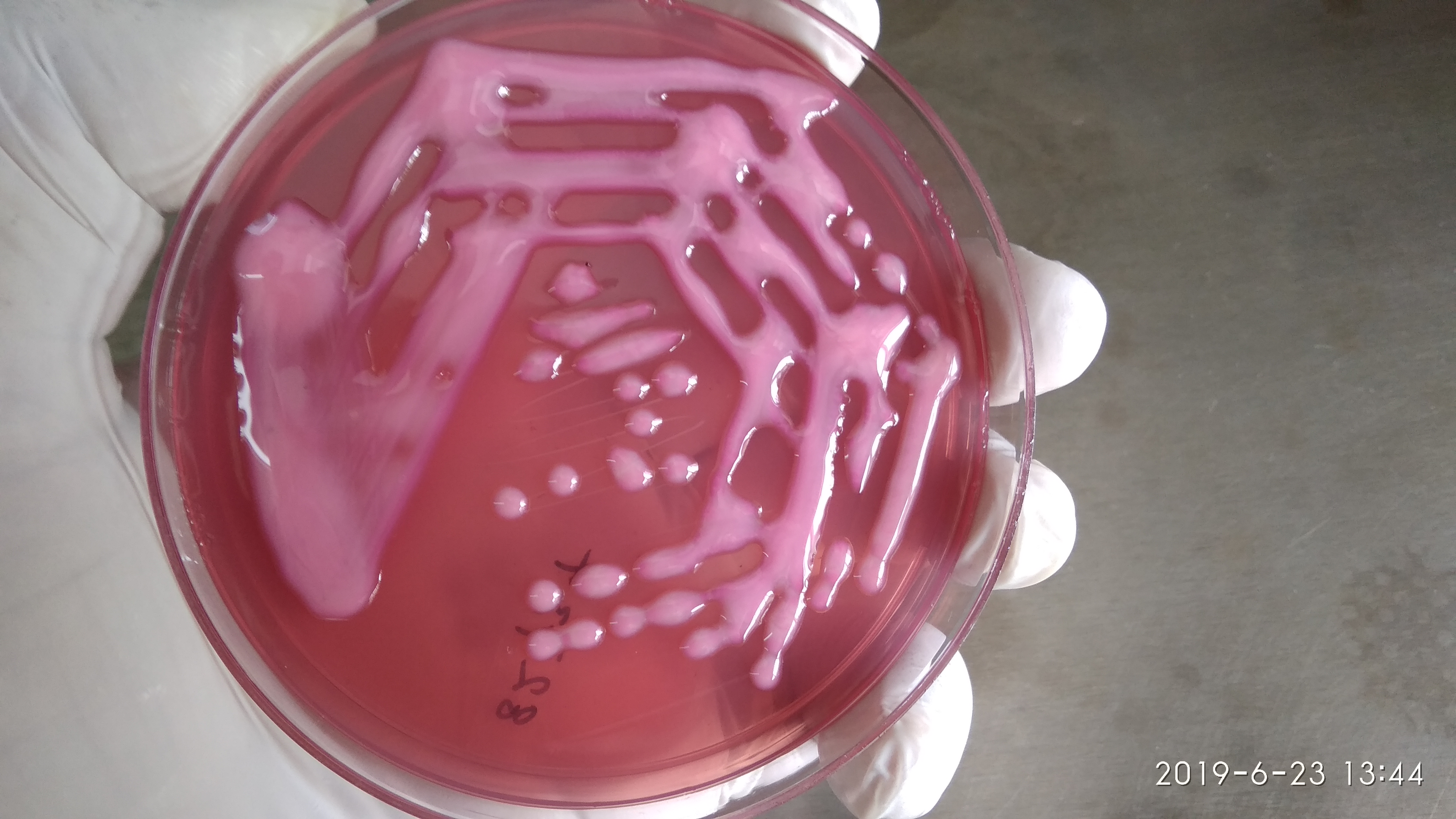
Gramnegative Klebsiella pneumoniae-Kolonien auf MacConkey-Agar

Ein Nährmedium ist ein festes, flüssiges oder halbfestes Medium, das dazu bestimmt ist, das Wachstum einer Population von Mikroorganismen oder Zellen zu unterstützen. Für das Wachstum verschiedener Zelltypen werden unterschiedliche Nährmedien verwendet, etwa Selektivmedien wie das VRB-Agar (Violet-Red-Bile-Agar) und Differentialmedien wie das MacConkey-Agar sowie Kombinationen davon. VRB-Agar wird für die Auszählung von gramnegativen coliformen Bakterien in Lebensmitteln und Milchprodukten verwendet. MacConkey-Agar ist ein Selektiv- und Differenzialmedium, das für das Wachstum gramnegativer Bakterien wie beispielsweise Klebsiella pneumoniae verwendet wird. Durch Zugabe von Kristallviolett zu VRB- und MacConkey-Agar wird das Wachstum grampositiver Bakterien gehemmt.

### Plaque-Assays

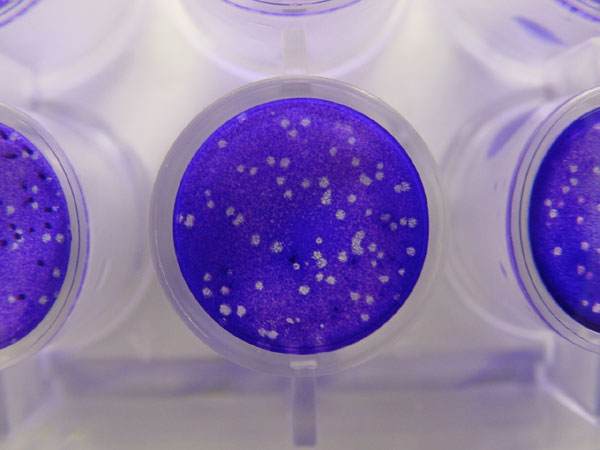
Ungefärbte virale Plaques nach Färbung der intakten Zellen

Plaque-Assays sind eine gängige Methode zur Bestimmung der Virenkonzentration, bei der Wirtszellen in Petrischalen infiziert werden. Dazu wird eine virushaltige Probe in verschiedenen Verdünnungen aufgetragen und mit einem halbfesten Medium wie Agar bedeckt, um eine unkontrollierte Ausbreitung der Virusinfektion zu verhindern. Eine virale Plaque bildet sich, nachdem ein Virus eine Zelle innerhalb der festen Schicht infiziert und lysiert, wodurch sich die Infektion auf benachbarte Zellen ausdehnt. Auf diese Weise entsteht ein Bereich lysierter Zellen, die virale Plaque, die umgeben ist von nicht infizierten, intakten Zellen. Die Plaque kann durch Anfärben der intakten Zellen mit einer Kristallviolettlösung im Vergleich zu den lysierten Zellen sichtbar gemacht werden.

### Gelelektrophorese
Gelgestützte DNA-Sequenzierungsverfahren basieren auf der Erzeugung von Populationen basenspezifisch terminierter DNA, die in einer anschließenden denaturierenden Polyacrylamid-Gelelektrophorese nach Größe aufgetrennt werden. Häufig verwendete Fluoreszenzreagenzien wie Ethidiumbromid erfordern eine UV-Bestrahlung zur Erzeugung einer Fluoreszenzbande im Agarosegel. Wird Kristallviolett als Alternative zu Fluoreszenzfarbstoffen verwendet, ist keine UV-Beleuchtung erforderlich und die UV-induzierte DNA-Zerstörung bei der in vitro-DNA-Klonierung wird vermieden. Die Empfindlichkeit kann durch die Verwendung einer Methylorange-Gegenfärbung und einer komplexeren Färbemethode weiter verbessert werden.

### Histologische Färbung

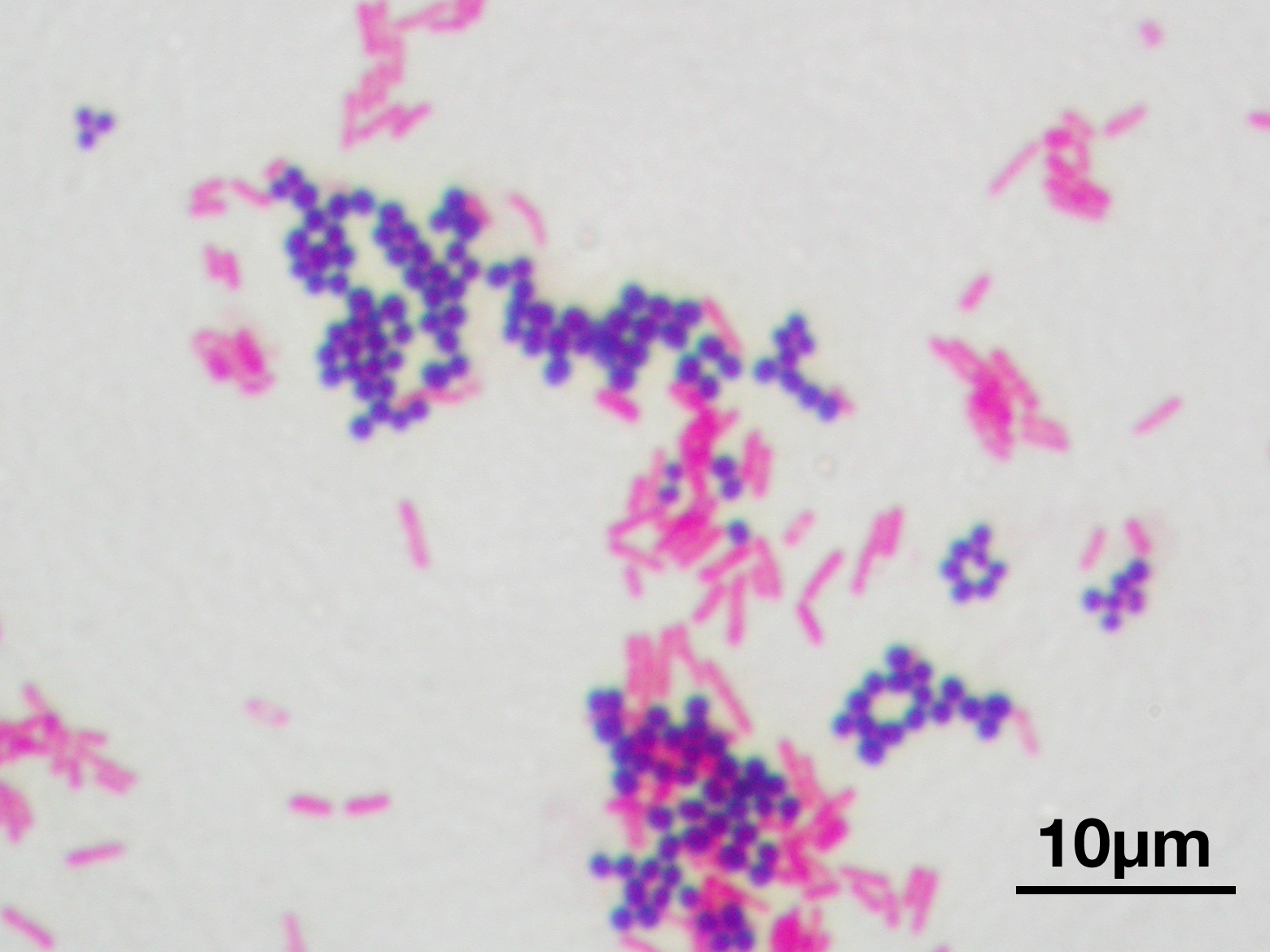
Staphylococcus aureus (Kokken, grampositiv, blau-violett) und Escherichia coli (Stäbchen, gramnegativ, rosa)

Die Gram-Färbung ist eine histologische Färbemethode zur Einteilung der Bakterienarten in zwei Gruppen, die grampositiven und die gramnegativen Bakterien. Im ersten Schritt wird dazu ein dünner Ausstrich einer Bakterienkultur zum Beispiel durch Hitze auf einem Objektträger fixiert. Im zweiten Schritt wird Kristallviolett in wässriger Lösung aufgetragen, wobei die Ionen die Zellwand und die Membran sowohl grampositiver als auch gramnegativer Bakterienzellen durchdringen. Grampositive Bakterien besitzen eine dicke Peptidoglycanschicht in der Zellwand, während gramnegative Bakterien eine dünnere Schicht haben. Im dritten Schritt bilden sich durch Zugabe von Iod im Cytoplasma und in den äußeren Zellschichten dunkelblaue Farbstoff-Charge-Transfer-Komplexe. In einem weiteren Schritt werden durch Zugabe von dehydratisierend wirkendem Ethanol oder Aceton der Abstand zwischen den Peptidoglycanen verringert, so dass die Kristallviolett-Komplexe bei grampositiven Bakterien nicht von Ethanol oder Aceton ausgewaschen werden können und die dunkelblaue Färbung erhalten bleibt. Bei gramnegativen Bakterien wird dagegen der Farbstoffkomplex ausgewaschen. Im letzten Schritt werden die gramnegativen Bakterien mit Safranin T rosa gegengefärbt.
Bei der Färbung nach Neisser handelt es sich um einen Test auf das Vorhandensein von in den Zellen gespeicherten Polyphosphaten mit einer Mischung aus Kristallviolett, Methylenblau und Chrysoidin-Y. Zudem können damit die für die biologische Phosphorelimination verantwortlichen Bakterien sichtbar gemacht werden.
Bei oralen epithelialen Dysplasien und oralen Plattenepithelkarzinomen ist die Mitosezahl, das heißt die Anzahl der Mitosen pro 2 Quadratmillimeter, im Vergleich zur normalen Mundschleimhaut signifikant erhöht. Die Kristallviolettfärbung eignet sich als selektive Färbung für die Bestimmung der Mitosezahl besser als eine Hämatoxylin-Eosin-Färbung, wobei mit Kristallviolett die Metaphase die dabei am häufigsten beobachtete Phase der Mitose ist.
Neben der Färbung mit Kongorot kann Amyloidmaterial aufgrund seiner metachromatischen Eigenschaften mittels Farbstoffen wie Kristallviolett identifiziert werden. Der optische Effekt wird durch die räumliche Ausrichtung der Farbstoffmoleküle zwischen den Amyloidfibrillen hervorgerufen.
Zellviabilitätstests werden eingesetzt, um die Wirksamkeit von antimykotischen Therapeutika und Desinfektionsstrategien in vitro zu beurteilen. Diffusionsbasierte Verfahren verwenden neben anderen Farbstoffen Kristallviolett, das durch perforierte Zellmembranen in tote Zellen eindringen kann, wogegen lebende Zellen kaum gefärbt werden. Der Kristallviolett-Färbetest gehört zu den kolorimetrischen Tests.

### Medizinische Verwendung

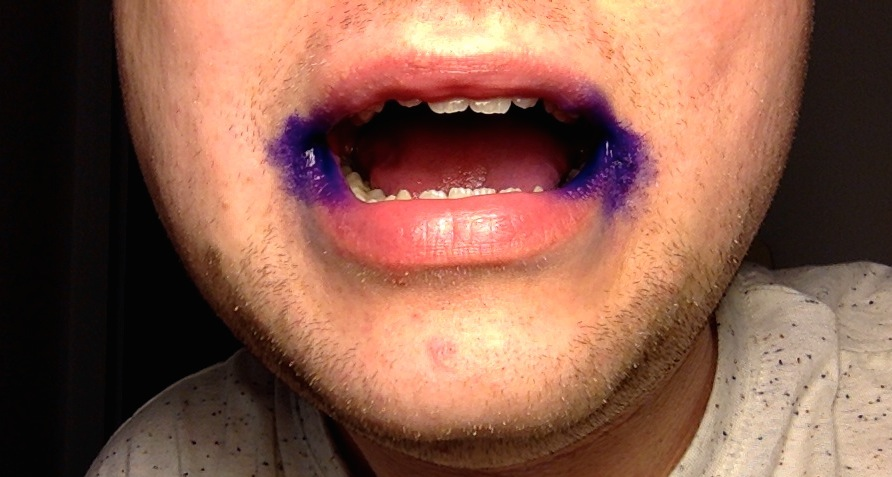
Behandlung von Mundwinkelentzündung mit Kristallviolett

Medizinisch wurde Kristallviolett lange Zeit, bis zur Entdeckung anderer wirksamer Antimykotika, zur Behandlung von Hautpilzerkrankungen (Mykosen), insbesondere Fußpilzen, sowie von Mundsoor und Mundwinkelentzündung verwendet. Dazu wird es als Pyoktaninlösung (0,5–2 %) aufgepinselt. In der westlichen Welt wird es heute wegen der Einfärbung der Haut fast nur noch in der Naturheilkunde verwendet. Bei äußerlicher Anwendung sind bisher keine schwerwiegenden Nebenwirkungen bekannt geworden, bei oraler Verabreichung kann es zu gastrointestinalen Reizungen und bei intravenöser Injektion zu einer Verminderung der Leukozyten kommen.
Nach Empfehlungen der WHO war Kristallviolett bis ins Jahr 2011 als essenzielles Medikament einzustufen. Kristallviolett ist in Europa frei verkäuflich und auch die FDA, die US-Behörde für Lebens- und Arzneimittel, erlaubt den rezeptfreien Verkauf von Kristallviolett.

#### Dermatologie

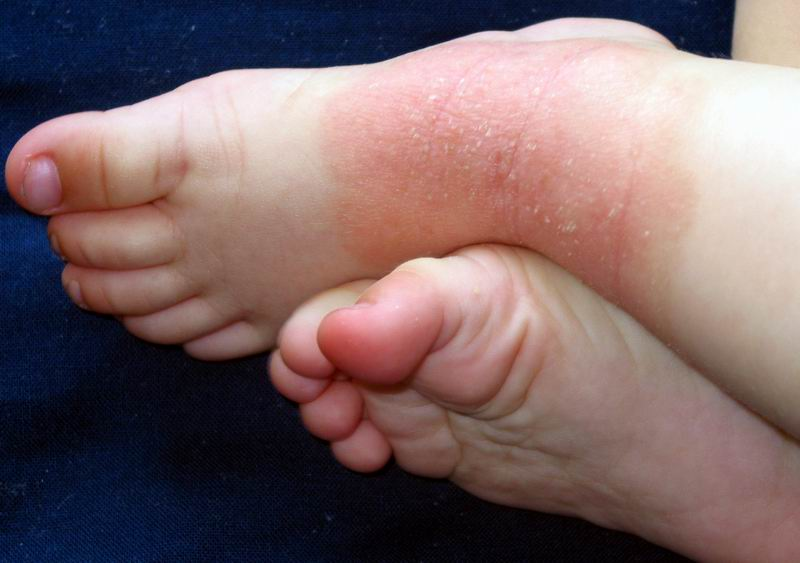
Atopisches Ekzem bei einem Kleinkind

In der pädiatrischen Dermatologie wird es nach wie vor bei Ausbrüchen des atopischen Ekzems eingesetzt, die durch grampositive Bakterien oder Dermatophyten verursacht werden. Die Besiedlung der Haut mit Staphylococcus aureus spielt möglicherweise eine Rolle in der Pathophysiologie des atopischen Ekzems. In einer klinischen Studie, bei der die betroffene Haut mit Kristallviolett behandelt wurde, konnte die Bakteriendichte sowohl bei geschädigter als auch bei unbeschädigter Haut deutlich reduziert werden. Die antibakterielle Therapie mit Kristallviolett reduzierte nicht nur Staphylococcus aureus, sondern auch den Schweregrad des Ekzems erheblich. In vitro zeigte Kristallviolett eine hohe antibakterielle Aktivität.
Bei HIV-positiven Kindern und Heranwachsenden können Pilze der Gattung Candida orale Candidose verursachen und innere Organe befallen und schwere Erkrankungen auslösen. Kristallviolett war in mehreren Studien Nystatin, ein Polyen-Makrolacton, das als Antimykotikum zur Behandlung von Pilzinfektionen eingesetzt wird, in der klinischen Heilung überlegen. In einer randomisierten kontrollierten Studie wurde entweder die alleinige Anwendung von Fluconazol oder die additive Wirkung der intravaginalen Anwendung von Kristallviolett zu einer oralen Einzeldosis von Fluconazol bei akuter vaginaler Candidose untersucht. Die Teilnehmerinnen beider Gruppen berichteten über eine hohe Zufriedenheit und es traten keine schwerwiegenden unerwünschten Nebenwirkungen auf. Die Anwendung von Kristallviolett führte zu einer kürzeren Heilungszeit, jedoch nicht zu einer höheren Heilungsrate.
Als diagnostischer Test bei Pityriasis versicolor wird Kristallviolett auf den infizierten Bereich aufgetragen, wodurch die infizierten Bereiche im Vergleich zur nicht infizierten Haut hervorgehoben werden. Mit diesem Test kann Pityriasis versicolor von anderen Erkrankungen wie atopisches Ekzem, Vitiligo und Röschenflechte unterschieden werden.
In einer retrospektiven Übersichtsarbeit wurden Fälle von Patienten über einen Zeitraum von zehn Jahren untersucht, bei denen Pyoderma gangraenosum diagnostiziert und mit Kristallviolett behandelt wurde. Eine 2%ige Kristallviolettlösung wurde einmal wöchentlich auf die betroffenen Stellen aufgetragen und mit einem kohäsiven Verband (englisch „Cohesive Bandage“ oder „Coban“) abgedeckt. Die Ergebnisse deuten darauf hin, dass eine Behandlung mit Kristallviolett als Ergänzung zur systemischen Therapie nützlich sein könnte, um die Wundheilung bei Patienten mit Pyoderma gangraenosum zu verbessern.

#### Chagas-Krankheit

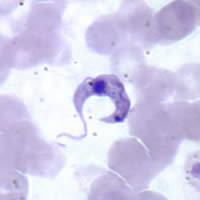
Trypanosoma cruzi Trypomastigot im Blut

Im Jahr 1953 entdeckten Ruth und Victor Nussenzweig, dass Kristallviolett den einzelligen Parasiten Trypanosoma cruzi in Blutkonserven abtötet. Trypanosoma cruzi, der Erreger der Chagas-Krankheit, wird von blutsaugenden Raubwanzen übertragen. Daher wird Kristallviolett in Blutbanken in endemischen Gebieten verwendet, um den Parasiten aus dem Blut zu entfernen, das für Bluttransfusionen verwendet wird. Es liegen keine Berichte über akute toxische Nebenwirkungen nach Verabreichung großer Mengen von mit Kristallviolett behandeltem Blut vor, jedoch sind die Langzeitwirkungen von mit Kristallviolett behandeltem Blut weder beim Menschen noch bei Versuchstieren untersucht worden.

#### Sonstige Anwendungen
Intravenös wurde es als 0,05%ige Lösung zur Behandlung von sekundären Lungenmykosen eingesetzt. Die intravenöse Anwendung führte zu einer raschen und massiven Abnahme der Sputummenge. Jedoch konnte die intravenöse Anwendung zu lokalen Venenthrombosen führen.
Kristallviolett wurde zur Behandlung von Fadenwürmern wie dem Zwergfadenwurm verwendet, der sich im Darm des Menschen ansiedelt. Es wurde ebenfalls zur Behandlung von Madenwürmern bei Kindern eingesetzt, selbst bei schwerem Befall.

#### Wirkungsweise
Die genauen Wirkmechanismen von Kristallviolett sind nicht eindeutig geklärt. Kristallviolett besitzt unter anderem die Fähigkeit, die Aktivität der Nicotinamidadenindinucleotidphosphatoxidase zu hemmen und dadurch den Gehalt an Angiopoietin-2 zu senken, das die Gefäßdurchlässigkeit beeinflusst und eine wichtige Rolle bei der Tumorangiogenese spielt. Dies ist ein möglicher therapeutischer Mechanismus zur Bekämpfung von Krankheiten, die durch Angiopoietin-2 beeinflusst werden.
Die antimikrobiellen Eigenschaften könnten mit der Fähigkeit von Kristallviolett zusammenhängen, das Redoxpotential zu verändern, was zur Schädigung der DNA oder mitochondrialer Fehlfunktion und damit zum Absterben der Mikroorganismen führt. Möglicherweise beruht die bakterizide Wirkung auch auf der Bildung von Komplexen mit der bakteriellen Zellwand und Störungen des Glutaminsäurestoffwechsels. Weitere mögliche Effekte sind die photochemische Wirkung über die Bildung freier Radikale und die Unterdrückung der Proteinbiosynthese.
Zu den möglichen antimykotischen Wirkmechanismen von Kristallviolett gehört die Unterdrückung des Biofilmwachstums und der Thioredoxin-Reduktase mit anschließendem Absterben des Pilzes. Kristallviolett in Konzentrationen von 2 Mikrogramm pro Milliliter verringerte die Phospholipase-, Peptidasen- und Keimschlauchbildung von Candida albicans. Bei Candida albicans lagen die Minimale Hemm-Konzentrationen MHK50 und MHK90 von Kristallviolett bei 0,25 beziehungsweise 0,5 Mikrogramm pro Milliliter.

### Tiermedizinische Verwendung

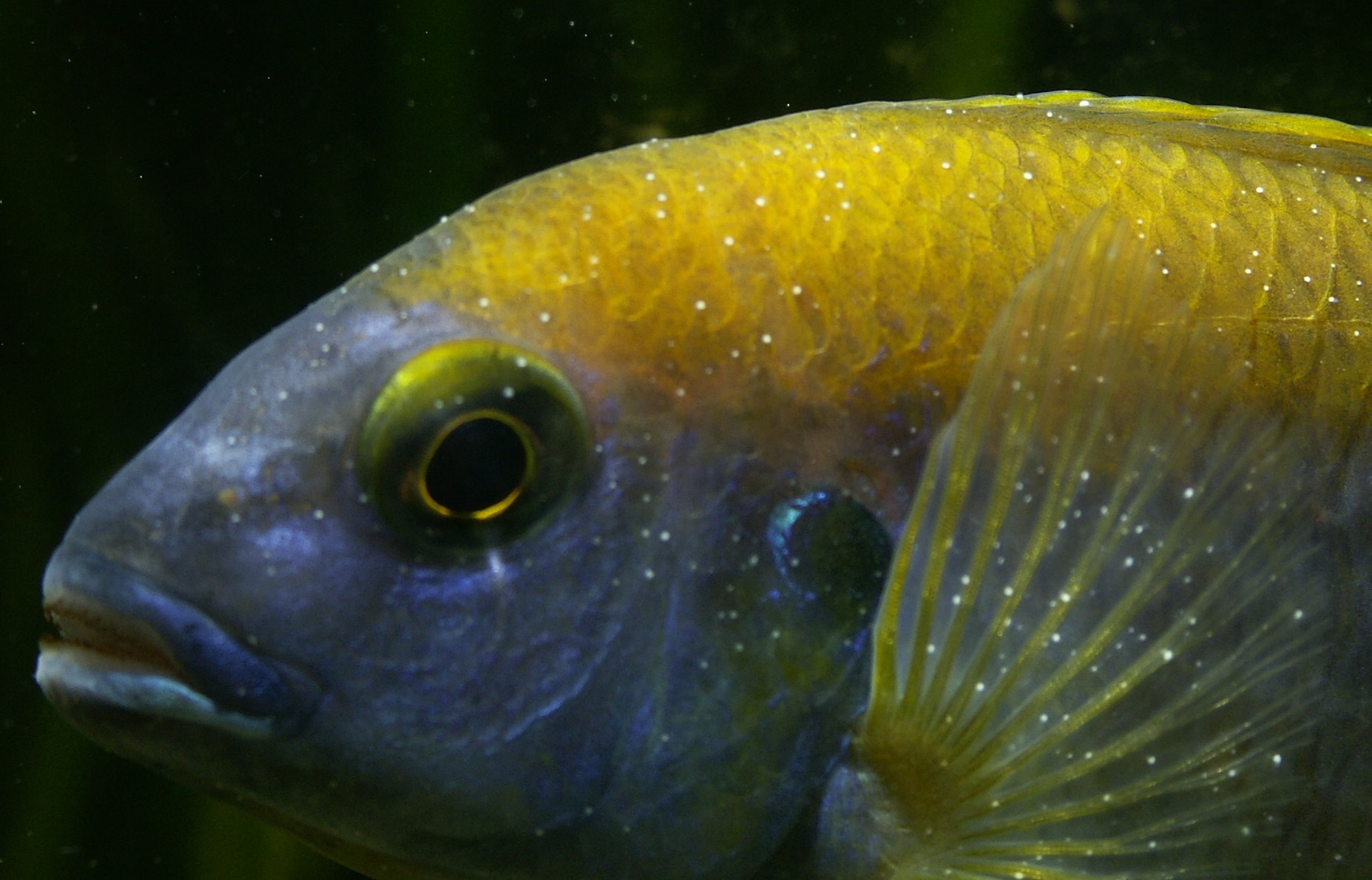
Zierfisch mit Ichthyophthiriose oder Weißpünktchenkrankheit

Kristallviolett ist für die Verwendung in der Aquakultur für die Zucht von Fischen, Muscheln, Krebsen und Algen in vielen Ländern nicht zugelassen. Für die Behandlung von Zierfischen zur Bekämpfung der Ichthyophthiriose oder Weißpünktchenkrankheit, eine durch Wimpertierchen verursachte Parasitose, ist es jedoch erhältlich. Die Behandlung von für den menschlichen Verzehr bestimmten Tieren mit Kristallviolett ist aufgrund seiner toxikologischen Eigenschaften weltweit verboten.
Eine randomisierte kontrollierte Studie in ländlichen Gebieten Ugandas zeigte, dass eine topische Behandlung mit den in der EU nicht mehr zugelassenen Präparaten Chlorfenvinphos, Dichlorvos und Kristallviolett hochwirksam gegen Tungiasis bei Schweinen ist. Dabei handelt es sich um eine Infektion mit dem Sandfloh Tunga penetrans. In den 1930er Jahren wurde ein Schweinepest-Impfstoff aus dem von Fibrinogen befreitem Blut von mit Schweinepest infizierten Tieren und Kristallviolett hergestellt. Obwohl die Sicherheit und Wirksamkeit dieses Impfstoffs gering war, wurde er bis in die 1970er Jahre benutzt.
Kristallviolett wird als Fungizid und als Bakterizid gegen grampositive Bakterien in Futtermitteln für Geflügel eingesetzt. Es hemmt die Aktivität und Infektiosität verschiedener Virusstämme, einschließlich der Newcastle-Krankheit und des Geflügelpestvirus. Bei Konzentrationen im Bereich von 0,05 bis 0,1 % im Endfutter konnte es nicht im Geflügelfleisch nachgewiesen werden. In hohen Konzentrationen von 2,5 bis 5,0 Gramm pro Kilogramm Körpergewicht wirkt Kristallviolett auf Geflügel toxisch. In den USA ist die Anwendung bei lebensmittelliefernden Tieren seit Anfang der 1990er Jahre verboten, ebenso in Australien. In Kanada ist Kristallviolett als topisches Präparat zur Anwendung bei lebensmittelliefernden Tieren zugelassen, beispielsweise zur topischen Behandlung von Tinea corporis, zur Behandlung von Konjunktivitis und zur topischen Behandlung von Hautwunden. Die Verwendung von Kristallviolett in Futtermitteln zur Verhinderung von Schimmelpilzwachstum ist in Kanada jedoch verboten. Einige EU-Mitgliedstaaten haben einen Grenzwert von 0,5 Mikrogramm pro Kilogramm für Rückstände von Kristallviolett in international gehandelten Lebensmittelsendungen festgelegt, der auch in Kanada gilt.

## Toxikologie
Kristallviolett darf nicht ins Auge gelangen, da es dort schwere Schäden verursachen kann. Ferner ist bei äußerlicher Anwendung eine Überdosierung zu vermeiden, da Kristallviolett, ebenso wie die verwandten und ähnlich verwendeten Triphenylmethanfarbstoffe Malachitgrün und Brillantgrün, zelltoxisch auf die Haut wirkt. Die beim Menschen beschriebenen toxischen Wirkungen wie Nasenbluten, Ausbildung eines allergischen Kontaktenzems, Übelkeit und andere Beschwerden beruhen auf Einzelfallberichten und wurden nicht in systematischen klinischen Studien überprüft. Die Metabolisierung von Kristallviolett umfasst die N-Demethylierung, die Acetylierung, die Glucuronidierung und die Reduktion zu Leukokristallviolett.
Im Anhang IV der Verordnung (EG) Nr. 1272/2008 (CLP) wurde Kristallviolett mit der Einstufung Carc. 2-H351, „kann vermutlich Krebs erzeugen“, aufgenommen. Liegt Michlers Keton in Konzentrationen größer als 0,1 % vor, ändert sich die Einstufung zu Carc. 1B-H350, „kann Krebs erzeugen“. Seit November 2020 ist Kristallviolett in der Europäischen Union wegen seines krebserregenden Potentials über REACH Anhang XVII auf eine Konzentration von 50 mg/kg in einem homogenen Material begrenzt. Kristallviolett erfüllt nur dann die Kriterien des REACH-Artikels 57 (a), wenn es Michlers Keton oder Michlers Base in einer Konzentration von größer oder gleich 0,1 % enthält. Reines Kristallviolett selbst gilt nicht als besonders besorgniserregender Stoff.
Im Juni 2019 warnte die kanadische Gesundheitsbehörde Health Canada vor einer möglichen Krebsgefährdung durch Kristallviolett und empfahl, Anwendungen in der Tiermedizin zu stoppen. Über den Safe Drinking Water and Toxic Enforcement Act of 1986 besteht in Kalifornien seit 23. November 2018 eine Kennzeichnungspflicht, wenn Kristallviolett in einem Produkt enthalten ist.

## Umweltrelevanz
Während der Herstellung und Verarbeitung gehen etwa 12 % der synthetischen Farbstoffe verloren. Wasser wird in jeder Phase der Textilverarbeitung verwendet, beispielsweise bei der Nassveredelung, beim Übertragen von Chemikalien auf Textilien und beim Waschen. Dies hat zur Folge, dass große Mengen gefärbten Abwassers anfallen. Wenn Kristallviolett ungeklärt in aquatischen Ökosysteme gelangt, beeinträchtigt es die photosynthetische Aktivität der Wasserpflanzen, was zu einer Verringerung des Gehalts an gelöstem Sauerstoff führt und somit letztlich den normalen Lebensprozess der Wasserflora und -fauna stört. Für die Entfernung von Kristallviolett aus Abwasser wurden daher verschiedene physikalische, chemische und biologische Methoden vorgeschlagen. Zu den physikalischen Methoden zählen die Adsorption an modifizierten Chitosanen, Lignin und Nanocellulose.
Als chemische Behandlungsmethoden wurden Systeme auf Basis der Fenton-Reaktion getestet. Daneben wurden photochemische Methoden sowie die Ozonierung eingesetzt. Kristallviolett wurde mit Hilfe eines Systems von manganoxidierenden Bakterien aus Bacillus sp. und Sphingobacterium sp. vollständig entfärbt. Neben Bakterien wurden Abbaumechanismen über Hefen und Pilze getestet.

## Externe Links zu erwähnten Verbindungen
1. ↑  Externe Identifikatoren von bzw. Datenbank-Links zu Kristallviolett (Kation):  CAS-Nr.: 7438-46-2, PubChem: 3468, ChemSpider: 3349, DrugBank: DB00406, Wikidata: Q63390508.